# アメラジアン海盆

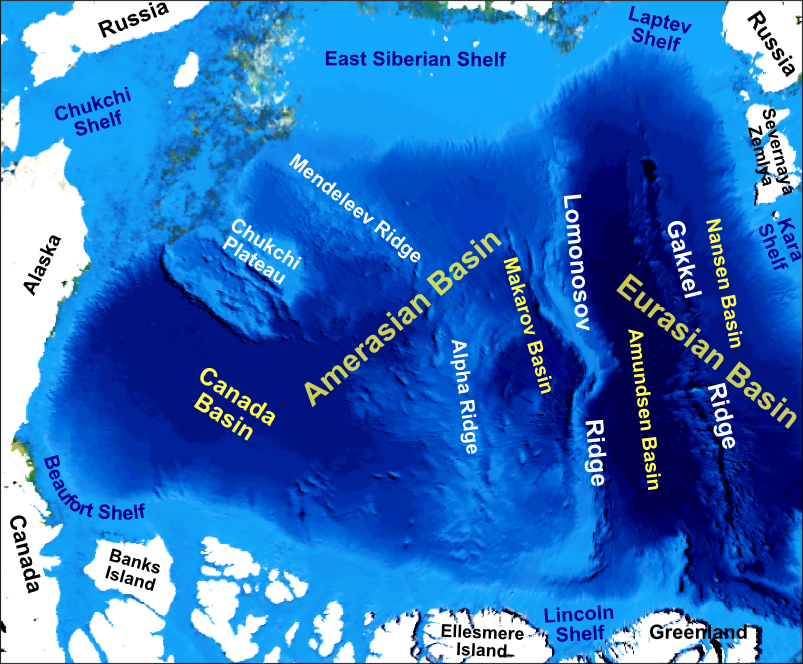
北極海の深浅測量図

アメラジアン海盆（アメラジアンかいぼん、Amerasian Basin）は、ユーラシア海盆とともに、北極海の北極海盆がロモノソフ海嶺によって分断された2つの大きな海盆のうちの1つである。エルズミーア島から東シベリア海にかけて広がる。アルファ海嶺及びメンデレーエフ海嶺（Mendeleev Ridge）によって、さらにカナダ海盆とマカロフ海盆に分けられる。カナダ海盆は、ベーリング海峡を通って太平洋と繋がっている。
アメラジアン海盆の周りの大陸棚は非常に大きく、平均で342マイルにも及ぶ。